# Ligne de Budapest à Kelebia par Kunszentmiklós-Tass
La Ligne de Budapest à Subotica par Kunszentmiklós-Tass et Kelebia ou ligne 150 est une ligne de chemin de fer de Hongrie. Elle relie Budapest à Kelebia par Kunszentmiklós et Tass.